# 美国陆军预备军官训练团第2旅
美国陆军预备军官训练团第2旅（英語：2nd Reserve Officers' Training Corps Brigade），昵称自由旅，总部位于新泽西州的迪克斯堡，负责管辖缅因、佛蒙特、新罕布什尔、纽约、新泽西和宾夕法尼亚州各大学的陆军预备军官训练团。

## 参考资料

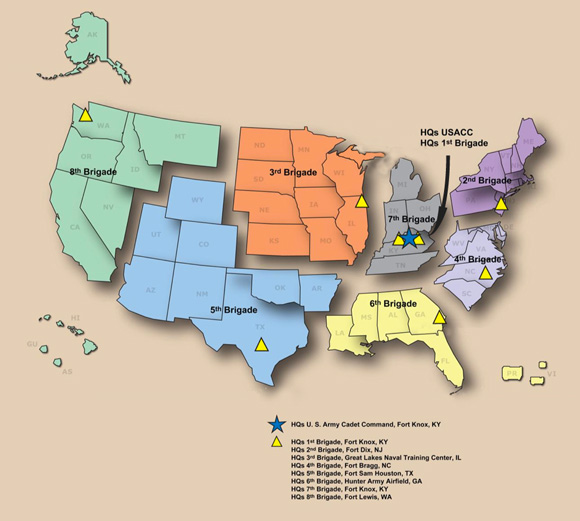
陆军预备军官训练团各旅分布图